# Cafeara
Cafeara är en kommun i Brasilien.   Den ligger i delstaten Paraná, i den södra delen av landet, 900 km sydväst om huvudstaden Brasília. Antalet invånare är 2 695.
Trakten runt Cafeara består i huvudsak av gräsmarker. Runt Cafeara är det ganska glesbefolkat, med 21 invånare per kvadratkilometer.